# كارلوس كروز
كارلوس كروز (بالإنجليزية: Carlos Cruz)‏ (24 نوفمبر 1937 بسانتياغو دي لوس كاباليروس في جمهورية الدومينيكان - 15 فبراير 1970) هو ملاكم دومينيكي، صنّف ضمن فئة وزن الخفيف.

## إحصائيات
خاض خلال مسيرته 58 نزالا، فاز في 43 وتعادل في 2 وخسر في 13. فاز بالضربة القاضية في 14 نزالا.

## روابط خارجية
- كارلوس كروز على موقع بوكس ريك (الإنجليزية) (registration required)